# Наржо дьо Туси
Наржо дьо Туси (на френски: Narjot de Toucy) е френски рицар, регент на Латинската империя.

## Живот
Наржо е роден в Туси, Бургундия. Син е на Наржо II дьо Туси, господар на Базарнес, участник в Третия кръстоносен поход, и Агнес дьо Дампиер. Сестра му Констанс дьо Туси е първата съпруга на Робер дьо Куртене. Брат му – Итиер дьо Туси, е участник в Петия кръстоносен поход, загива през 1218 г. при обсадата на Дамиета.
През 1217 г. Наржо дьо Туси пристига в Константинопол заедно с императрицата Йоланда Фландърска и бързо се издига в редиците на латинските барони, благодарение на семейните си връзки с фамилия Куртене и брака си с Анна Врана, дъщерята на Теодор Врана и Агнес Френска. Заедно с Теодор Врана и барон Гийом дьо Мерри (внук на Жофроа дьо Вилардуен), Наржо дьо Туси е част от регентския съвет, който управлява Латинската империя от смъртта на Конон дьо Бетюн през декември 1219 до пристигането на избрания за император Робер дьо Куртене през 1220 г.
След смъртта на Теодор Врана през 1220 г. Наржо дьо Туси наследява от него титлата кесар. Той отново е регент на малолетния Балдуин II в периода 1228 – 1231 и в периода 1238 – 1239 г. по време на пътуването на императора до Европа. През 1239 г. Латинската империя сключва съюз с куманите, като им позволява да се заселят в Тракия. Съюзът е скрепен с брак между регента Наржо дьо Туси и една от дъщерите на куманския хан Котян от династията Тертероба. След смъртта му тя става монахиня.
Наржо дьо Туси умира в 1241 г.

## Семейство
От брака си с Анна Врана Наржо дьо Туси има четири деца:
- Филип дьо Туси. Като баща си служи на Латинската империя. Наследява от него титлата кесар и два пъти (1247 г.) и 1251 г.) е регент на империята. При превземането на Константинопол през 1261 г. е взет в плен от никейците. По-късно заминава в двора на Шарл Анжу и служи като адмирал на Кралство Сицилия.
- Ансо дьо Туси. Служи в армията на зет си Гийом II дьо Вилардуен. Пленен е заедно с него в битката при Пелагония през 1259 г. След падането на Константинопол се връща в Ахея, където се жени за вдовицата на Отон дьо Дюрне, владетел на Калавитра. Също като брат си заминава за Кралство Сицилия. Умира през 1273 г.
- Агнес дьо Туси, през 1239 г. се жени за Гийом II дьо Вилардуен, княз на Ахея.
- Маргарит дьо Туси († 1279).